# 페이스북-케임브리지 애널리티카 정보 유출 사건
페이스북-케임브리지 애널리티카 정보 유출 사건(영어: Facebook-Cambridge Analytica Data Breach)은 2016년 초에 케임브리지 애널리티카 회사가 수백만 페이스북 가입자의 프로필을 그들의 동의없이 수거해서 정치적 선전을 하려는 목적으로 사용했다는 사실이 세상에 밝혀지면서 일어난 사회적 물의 및 정치적 논쟁이다. 이 사건으로 인해 개인 정보에 대한 이해와 인식이 높아졌고, 기술 관련 기업들의 데이터 사용에 대해 엄격한 규제를 요청하는 분위기가 생겼다.

## 개요
가디언의 기자 해리 데이비스(Harry Davies)가 2015년 12월에 처음 케임브리지 애널리티카가 SNS 사용자들의 개인 데이터를 불법적으로 수확했음을 보고했다. 데이비스는 케임브리지 애널레티카가 당사자들의 동의 없이 수백만 명의 페이스북 계정자의 정보를 사용해서 미국의 상원의원 테드 크루즈(Ted Cruz)를 위해 일했다고 폭로했다. 페이스북 측은 그에 대해 "조사 중"이라고만 말하며 계속 노코멘트 했다. 2016년 12월 스위스의 [다스 마가진(Das Magazin)]의 두 기자 하네스 그라세거(Hannes Grasseger)와 미카엘 크로게루스(Mikael Krogerus)에 의해 더 자세한 보고가 보도되었고, 2017년 2월에는 가디언의 캐롤 캐드월레어(Carole Jane Cadwalladr)가 그 사건을 본격적으로 추적하기 시작했다. 3월에는 온라인 신문 [인터셉트(The Intercept)]의 매타시아스 슈왈츠(Mattathias Schwartz) 기자가 그에 대해 기사를 썼다. 페이스북은 그 중 어느 기사에 대해서도 노코멘트 입장을 고수했다.
2018년 3월, 케임브리지 애널리티카의 전 직원인 크리스토퍼 와일리(Christopher Wylie)가 내부고발자로 나서게 되자 마침내 스캔들이 터졌다. 와일리는 2017년 영국 일요신문 옵저버(The Observer)에 캐드월레어가 쓴 "브렉시트 강도사건(The Great British Brexit Robbery)"이라는 제목의 기사에 익명의 출처자로 정보를 제공했던 사람이다. 그 기사가 금방 입소문으로 퍼지자 일부에서는 그 사실을 믿을 수 없어 했고, 뉴욕타임스는 그에 대해 회의적인 반응까지 기사로 실었다. 캐드월레어는 와일리와 1년 간 접촉하며 결국 설득해서 그를 내부고발자로 앞장 세웠다. 케임브리지 애널리티카의 법무팀으로부터 가디언과 옵저버가 위협을 받자, 캐드월레어는 영국의 채널 4 뉴스와 뉴욕타임스를 끌어들여 힘을 합치게 했다. 가디언, 채널 4, 뉴욕타임스가 2018년 3월 17일에 동시적으로 관련 기사를 내자 대중이 크게 동요했고 분노했다. 하루 아침에 페이스북의 주가는 1000억 달러 이상 폭락했고, 미국과 영국의 정치가들은 페이스북의 대표이사인 마크 저커버그에게 그에 대한 답변을 요구했다. 결국 저커버그는 미국의회에서 그에 대해 증언할 것에 동의했다.
이 스캔들은 소셜 미디어 회사, 정치 컨설팅 기관, 정치인들의 윤리강령 대한 대중의 토론을 유도하는 중요한 계기가 되었고, 소비자 권익옹호 단체들은 온라인 미디어에서 더 강력한 방식으로 소비자를 보호하고 사생활이 침해 받지 않게 해줄 것을 요구하며 프로파간다와 오보에 대해서도 강력하게 통제해줄 것을 요구했다.

## 사건 배경
케임브리지 대학에서 데이터 과학자로 연구 중이던 알렉산드르 코간(Aleksandr Kogan)은 "당신의 디지털 생활(This Is Your Digital Life, 종종 'Thisisyourdigitallife'라고 쓰기도 함)"이라고 이름 붙여진 성격 퀴즈 앱을 개발해 케임브리지 애널리티카에 제공했다. 케임브리지 에널리티카는 그것을 받아 순전히 학문 연구를 위한 것이라면서 수십만 페이스북 사용자들이 설문지를 작성하게 함으로써 동의서 작성 과정을 일괄 처리했다. 그러나 사실상 그에 동의한 페이스북 사용자들은 정확히 알지 못한 채 그 앱을 통해 자신들의 개인 정보가 수집되고 페이스북에서 자신과 연결된 다른 사람들의 개인 정보까지 전부 수집되게 허락한 셈이었다. 이런 식으로 케임브리지 애널레티카는 수백만 페이스북 사용자들의 데이터를 획득했다.
가디언과 뉴욕타임스 그리고 가디언의 자매 신문지로 'theguardian.com'에서 온라인으로만 간행되는 옵저버는 5천만 페이스북 사용자들의 데이터가 수집되었다고 기사로 보도했다. 페이스북 측은 차후에 데이터가 수집된 실제 사용자 수가 8천 7백만에 이른다고 시인했고, 그 중 미국인 사용자가 7천 6십만 명이라고 말했다. 페이스북의 추정에 의하면, 미국에서 가장 타격을 심하게 입은 지역은 캘리포니아로, 피해 사용자가 670만 명에 이르고, 그 다음은 텍사스로 560만 명, 플로리다는 430만 명으로 피해가 심했다. 케임브리지 애널리티카는 3천만 명의 페이스북 사용자의 프로필을 수집했다고 주장했으나, 페이스북의 추정치는 그와 달랐다.
페이스북은 피해를 입었다고 여겨지는 사용자들에게 메시지를 보내, 수집된 정보는 아마도 그들의 '공개된 프로필'과 '좋아요' 반응한 페이지들, 생일과 현 주소지 정도일 것이라고 안심시켰다. 그 앱의 사용자들 중 일부는 자신들의 뉴스피드, 타임라인, 메시지까지 수집해갈 수 있게 허용했음이 뒤에 더 밝혀졌다. 수집된 데이터는 케임브리지 애널리티카가 그 데이터 주인들의 성격특성도(psychographic profiles)를 뽑아낼 수 있을 만큼 충분히 세부적이었으며, 그 데이터로 각 사람이 어디에 위치해 있는지까지 파악할 수 있었다고 한다. 그 데이터는 여러 곳에서 정치 캠페인을 위해 활용되어 정치 행사를 벌일 때마다 어떤 종류의 광고가 어느 특정한 곳에 있는 누구에게 효과적일지 선별하는 것을 가능하게 했다.
2015년과 2016년 미국의 공화당 소속 상원의원 테드 크루즈(Ted Cruz)의 선거 캠페인에서 케임브리즈 애널리티카에 불법 데이터 사용료를 지불한 것이 보도되었다. 그러나 크루즈 팀은 그 데이터가 적법하게 얻어진 것이라고 생각했다고 주장했다. 케임브리지 애널리티카가 수집한 그 데이터는 2016년 미국 대통령 선거와 영국의 브렉시트 국민투표 외에도 인도, 이탈리아, 브라질 등 여러 곳에서 투표자들에게 영향을 미치는 데 사용되었다.

## 진행 상황
2015년 10월 가디언은 케임브리지 애널리티카가 테드 크루즈의 지령으로 그 데이터가 사용되었다고 보도했다. 케임브리지 애널리티카는 트럼프 대통령의 선거 캠페인을 위해서도 협력했다고 알려졌다.
2018년 3월 17일에 옵저버와 뉴욕타임스는 동시에 그 스토리를 터뜨렸다. 옵저버는 케임브리지 애널리티카의 전 직원인 크리스토퍼 와일리와 함께 1년 이상 작업했고, 미국에서 그 스토리를 보도하기 위해 뉴욕타임스를 끌어들인 것이었다. The New York Times reported that as of March 17, 2018, the data was still available online.
멕한 매케인(Meghan McCain) 같은 사람들은 2012년 버락 오바마 선거 캠페인과 케임브리지 에널리티카의 데이터 사용 간에도 유사성이 발견된다고 주장했다. 인베스터스 비즈니스 데일리(Investor's Business Daily)의 보도에 따르면, 오바마 선거 캠페인도 "후원자들에게 '오바마 2012 페이스북 앱'을 다운로드할 것을 권고했고, 그것이 활성화되면, 캠페인 측에서 페이스북 사용자와 그들의 친구들에 대한 정보를 수집할 수 있었다"는 것이다. PolitiFact (a "fact checking" organization) has rated this "Half-True" since "in Obama’s case, direct users knew they were handing over their data to a political campaign" whereas with Cambridge Analytica users thought they were only taking a personality quiz for academic purposes, and while the Obama campaign used the data "to have their supporters contact their most persuadable friends, allowing him to become the first US presidential candidate to abuse the hive mind of social media to directly influence voters[,] Cambridge Analytica in 2015 only targeted users, friends and lookalikes with easily overlooked digital ads."
2018년 3월 페이스북의 대표이사 마크 주커버그는 CNN에 나와 케임브리지 애널리티카와 함께 벌인 그 상황에 대해 공개적으로 사과했다. 그는 그 사건을 "이슈"라거나 "실수" 혹은 "배임(背任)"이라고 언급했고, 페이스북 사용자들의 '개인정보에 대한 접근 권한'이 자신들에게 있음을 자꾸 상기시키려고 했다. 페이스북의 직원들은 그 사건을 "배임"이라고 부르는 것에 대해 논쟁을 벌였고, 문제의 '성격 진단 퀴즈'를 애초에 풀겠다고 앱을 다운 받은 것은 자신의 정보를 주겠다고 동의한 것이라고 대응하기도 했다. 주커버그는 비슷한 배임이 일어나지 않게 페이스북 정책을 변경, 개혁하겠다고 공개적으로 약속했다. 그리고 2018년 3월 25일에는 여러 신문사를 통해 페이스북에 대해 사과하는 개인 편지를 공개하기도 했다. 2018년 4월에 페이스북은 페이스북이 작동하는 모든 지역에서 유럽연합 일반 데이터 보호 규칙을 시행할 것임을 결정했다.
아마존은 케임브리지 애널리티카가 개인 정보를 수집해가고 있다는 것을 알게 되었을 때 그들이 아마존 웹 서비스를 사용하지 못하도록 공식적으로 차단시켰다고 발표했다. 이탈리아 은행인 우니크레딧(UniCredit)도 페이스북을 통해 광고하고 마케팅 하는 것을 중단했다.
인도 정부와 브라질 정부는 케임브리지 애널리티카에 정치 캠페인을 위해 불법 수집된 그 정보를 누가 어떻게 사용했는지 밝히라고 요구했다. 미국의 지역 정부기관들은 데이터 해킹에 따른 시민들의 소송이 줄을 잇는 것을 처리해야만 했다.
2018년 4월 25일, 페이스북은 스캔들이 보도된 이후 처음으로 수익보고서를 공개했고, 지난 분기에 비해 수입이 급감했음에도 불구하고, 행락철이 포함되면 늘 그런 식이었다고 설명했다.
2018년 7월 초에 영국 정보위원회(Information Commissioner's Office)는 페이스북이 "사람들의 정보를 보호하는 데 실패함으로써 법을 위반했다"고 선언했고, 본사에 50만 파운드의 벌금을 부과할 것임을 발표했다.
2019년 3월, 미국에서 접수된 고소건으로 법정에 선 컬럼비아 특별구 검찰총장(Attorney General)은 2015년 12월에 본 스캔들에 대한 보도가 나오기 전 페이스북은 이미 케임브리지 애널리티카의 "부족절한 데이터 수집 관행"에 대해 알고 있었다고 혐의를 제기했다.
2018년 4월 10일 미국의회에 출석해서 증언을 하는 과정에서 주커버그는 페이스북이 악용되는 것을 막기 위해 최선을 다 하지 못했음을 시인하며, "그것이 가짜 뉴스에 이용되고, 외부 세력이 선거에 개입하고 편파적 발언을 하는 데 사용된 것(That goes for fake news, foreign interference in elections and hate speech.)"을 페이스북이 막지 못한 것은 자신의 개인적 실수라고 말했다. 사적 정보가 허술하게 유출된 것에 대해 주커버그는 이렇게 사과했다.
| “ | 제 실수입니다. 죄송합니다. 페이스북을 시작한 사람도 저이고, 운영한 사람도 저이므로, 페이스북에서 벌어진 일에 대한 책임은 저에게 있습니다.(It was my mistake, and I’m sorry. I started Facebook, I run it, and I’m responsible for what happens here.) | ” |

주커버그는 의회에서 2013년에 케임브리지 대학의 연구원 알렉산드르 코간이 성격 퀴즈 앱을 만들었고 그것이 30만 명의 페이스북 사용자에 의해 설치되었다고 시인했다. 그 앱은 당시 페이스북 사용자들의 정보와 그들의 페이스북 친구들의 것까지 회수할 수 있었으며, 코간이 그 모든 정보를 수거해갔다고 말했다. 그 사용자 정보가 코간에 의해 케임브리지 애널리티카와 공유되고 있는지에 대해서는 자신은 2015년 전에는 알지 못했다고 주장하며, 알았을 때는 케임브리지 애널리티카에게 그 모든 데이터를 삭제해달라고 요구했다고 말했다. 후에 가디언과 뉴욕타임스 및 채널 4 뉴스는 그 데이터가 사실상 삭제되지 않았다고 보도했다.
2019년 7월, 미국의 연방거래위원회는 투표를 시행해 3:2의 결과로, 페이스북에 5십억 달러의 벌금을 부과할 것을 승인했고, 그로써 본 스캔들의 진상 조사에 마침내 종지부를 찍었다.

## 이후 상황
AP 통신에 의하면, 케임브리지 애널리티카의 또 다른 전 직원이 독립해서 차린 '데이터 프로프리아(Data Propria)'가 다시 또 트럼프 대통령의 2020년 대통령 출마 선거 캠페인을 위해 일하고 있다고 보도했다.